# センチコガネ科
センチコガネ（雪隠金亀子、雪隠黄金虫）は、コウチュウ目（鞘翅目）・コガネムシ上科・センチコガネ科（Geotrupidae）に分類される甲虫の総称。糞や腐肉を餌にするいわゆる糞虫の一群で、金属光沢のある鮮やかな体色をしたものが多い。
日本語ではその中の一種 Phelotrupes laevistriatus Motschulsky,1857を指すが、他にも多くの種類がある。

## 特徴
成虫の体長は2cm前後の小型の甲虫で、コガネムシ科の昆虫より胸部が大きく、頭盾は比較的小さく、上から見ると大顎が見える。また、前翅に縦のすじがある種類が多い。体は金属光沢のある黒色で、種類や地域個体群によって紫、緑、藍色、金色などを帯びる。
成虫、幼虫共に糞を食べる糞虫である。和名の「センチ」は便所を指す語「雪隠（せっちん）」が訛ったもので、糞に集まる性質に由来する。
成虫が出現するのは夏で、ウシやウマなどの糞、または動物の死骸や腐ったキノコにも見られる。夕方に地表付近を低く飛んで糞などの餌を探し、夜には灯火にも飛来する。ただし、センチコガネの地域個体群によっては飛翔筋が退化しており、歩行のみで移動する。交尾したメスは獣糞を土中の巣穴に引き込んでこれで育児球を作り、それに産卵する。このとき、育児球を枯葉で包むことが報告されており、この点がコガネムシ科の糞虫の育児球と異なる。孵化した幼虫は育児球を食べて成長する。
糞虫として自然界の物質循環に果たす役割は大きい。また金属光沢のある鮮やかな体色から、他の糞虫同様に昆虫採集の対象ともなっている。

## 分類
センチコガネ科の昆虫は世界に3亜科・25属・約600種が分布する。ただしセンチコガネ科ではなくコガネムシ科・センチコガネ亜科 Geotrupinae として扱う説もある。
また、近縁のムネアカセンチコガネ類も、センチコガネ科とする説、コガネムシ科の一亜科とする説、独立したムネアカセンチコガネ科 Bolboceratidae とする説があり、分類は流動的である。
- センチコガネ亜科 Geotrupinae
  - Anoplotrupes 属
  - Blackburnium 属
  - Ceratophyus 属
  - Cnemotrupes 属
  - Elaphastomus 属
  - Enoplotrupes 属
  - Eogeotrupes 属
  - Geohowdenius 属
  - Glyptogeotrupes 属
  - Haplogeotrupes 属
  - Indobolbus 属
  - Megatrupes 属
  - Mycotrupes 属
  - Odontaeus 属
  - Onthotrupes 属
  - Pachypus 属

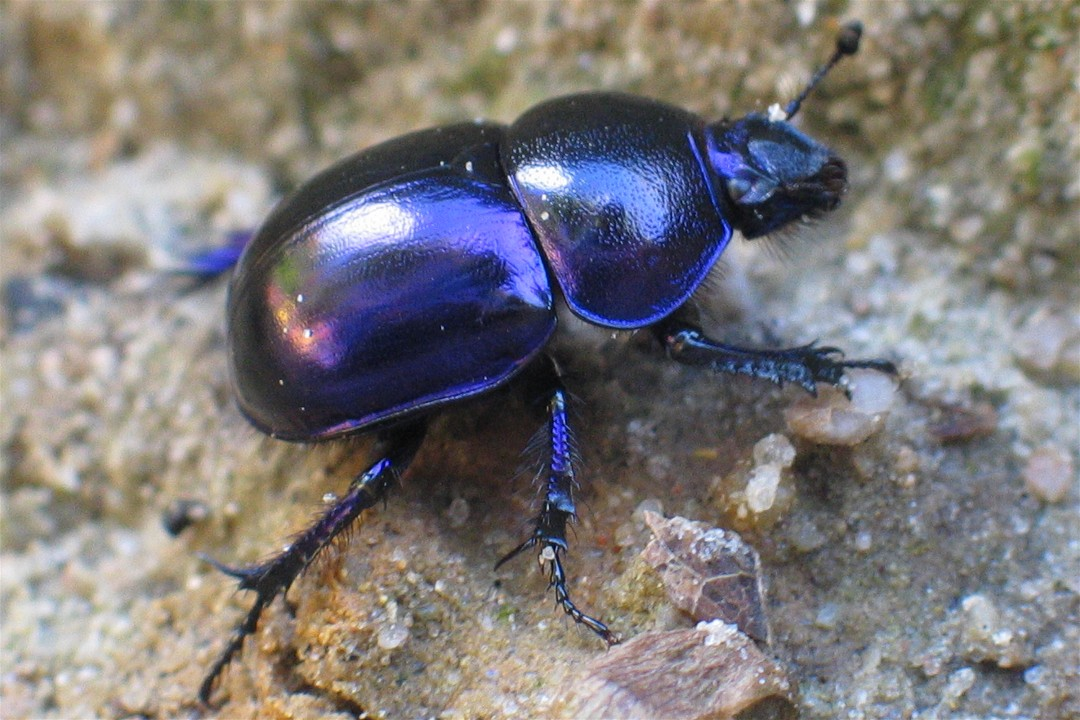
センチコガネの一種 Geotrupes vernalis

  - Phelotrupes 属  オオセンチコガネ属 Phelotrupes - センチコガネ、オオセンチコガネ、オオシマセンチコガネなど
  - Sericotrupes 属
  - Stenaspidius 属
  - Thorectes 属
  - Trypocopris 属
  - Typhaeus 属
- Taurocerastinae亜科
  - Frickius 属
  - Taurocerastes 属
- Lethrinae亜科
  - Lethrus 属

## 主な種
日本列島に分布するセンチコガネ類は１属3種（2亜種）が知られる。
センチコガネ Phelotrupes laevistriatus Motschulsky,1857
成虫は体長14mm-20mm。頭部背面を覆った頭楯の前縁が半円形をしている。体色は紫、藍、金など個体変異があり、鈍い金属光沢がある。北海道島から屋久島、対馬まで分布し、日本以外でも朝鮮半島、中国大陸、樺太まで分布する。
オオセンチコガネ P. auratus auratus Motschulsky,1857
成虫は体長16mm-22mm。頭楯前縁が三角形に尖り、体表は赤褐色や赤紫色で、強い金属光沢があることでセンチコガネと区別する。分布域はセンチコガネとほぼ同じだが、あまり見られない地域もある。
通常のオオセンチコガネは背面が赤っぽいが、琵琶湖東岸から鈴鹿山脈にかけての個体群は鮮やかな緑色、紀伊半島中央部の紀伊山地の個体群は鮮やかな藍色になることが知られている。他に屋久島のオオセンチコガネも藍色になる。これらはそれぞれミドリセンチコガネ、ルリセンチコガネ、ヤクルリセンチコガネと呼ばれる。ヤクルリセンチコガネは亜種 G. a. yaku として分類されている。
『ファーブル昆虫記』に登場する「スジセンチコガネ」は本種に近縁である。
オオシマセンチコガネ P. oshimanus Fairmaire,1895
体色は黒く、体表の光沢は鈍い。主にアマミノクロウサギの糞に集まる。奄美大島と徳之島の固有種で、徳之島産は亜種P. o. yukiaeとされている。

## 種の保全状況評価
オオセンチコガネが長崎県で絶滅危惧II類に、石川県と島根県で準絶滅危惧に選定されている。オオシマセンチコガネが鹿児島県で準絶滅危惧に選定されている。